# Be Alive
Be Alive ist ein Song von Beyoncé, den die R&B- und Pop-Sängerin gemeinsam mit Dixson für den Film King Richard schrieb und im November 2021 veröffentlicht wurde.

## Entstehung
Der Song Be Alive wurde von der R&B- und Pop-Sängerin Beyoncé gemeinsam mit Dixson für den Film King Richard von Reinaldo Marcus Green geschrieben. Dixson fungierte auch als Produzent des Liedes. Der Film handelt vom Leben der Tennislegenden Serena Williams und ihrer Schwester Venus. Schauspieler Will Smith ist ebenfalls ein Teil des Filmes und spielt die Rolle des Vaters.

## Veröffentlichung
Be Alive wurde am 12. November 2021 von Parkwood Entertainment und Columbia Records veröffentlicht. Der Song ist auch auf dem Soundtrack-Album zu finden, das am 19. November 2021 von WaterTower Music als Download veröffentlicht wurde.

## Auszeichnungen
Black Reel Awards 2021
- Nominierung als Bester Song (Beyoncé und Dixson)[3]

Critics’ Choice Movie Awards 2022
- Nominierung als Bestes Lied

Golden Globe Awards 2022
- Nominierung als Bester Song (Dixson und Beyoncé)

Grammy Awards 2023
- Nominierung als Bester für visuelle Medien geschriebener Song (Beyoncé und Dixson)[4]

Hollywood Critics Association Awards 2021
- Nominierung als Bester Filmsong[5]

Hollywood Music in Media Awards 2021
- Nominierung als Bester Song – Feature Film (Dixson und Beyoncé)[6]

Oscarverleihung 2022
- Nominierung als Bester Song

Satellite Awards 2021
- Nominierung als Bester Filmsong (Dixson und Beyoncé)[7]